# 第4飛行隊 (南アフリカ空軍)
第4飛行隊（だい4ひこうたい、4 Squadron SAAF）は、かつて存在した南アフリカ空軍の飛行隊である。1939年4月に設立され、1991年9月に廃止。